# Heiðarfjall
Der Heiðarfjall ist ein Berg auf der Halbinsel Langanes im Nordosten Islands.
Der 266 m hohe Berg liegt 16 nordöstlich der Stadt Þórshöfn. Auf seinem östlichen Teil betrieb die NATO von 1957 bis 1970 eine Radarstation. Die Amerikaner haben den Berg wegen der häufigen Nebels Misty Mountain genannt. So heißt auch ein Kurzfilm von Óskar Thór Axelsson, der eine fiktive Geschichte aus der Zeit erzählt. Nach dem Abzug blieben PCB-haltige Schadstoffe und Bleibatterien zurück. Jetzt sollen für 55 bis 70 Millionen Isländische Kronen (um 500.000 €) die verbliebenen Schadstoffe untersucht werden. 1989 errichtete die NATO eine neue Radarstation auf dem Gunnólfsvíkurfjall, dem mit 719 Metern höchstem Berg auf der Halbinsel Langanes. 

## Einzelnachweise

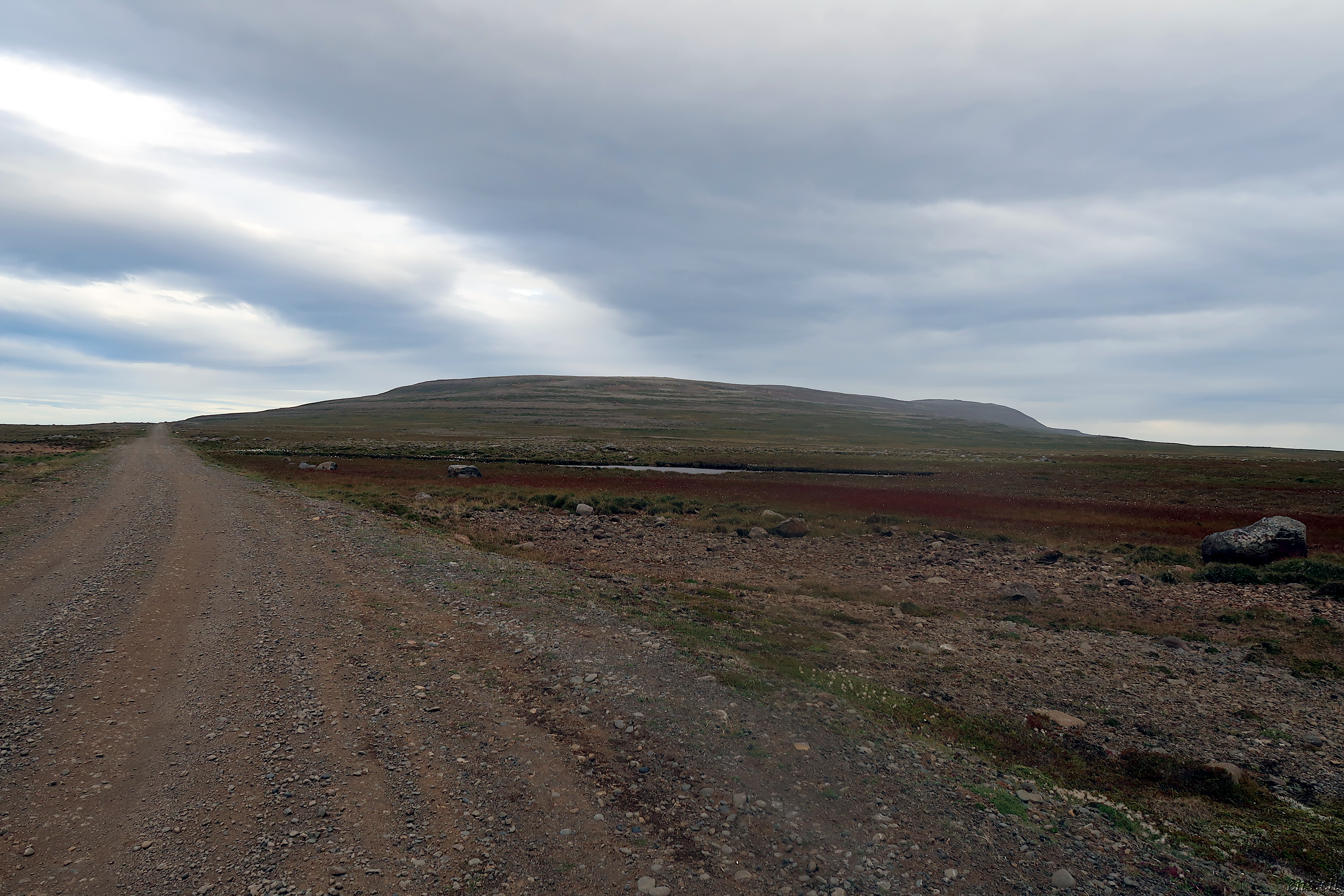
Heiðarfjall, Iceland

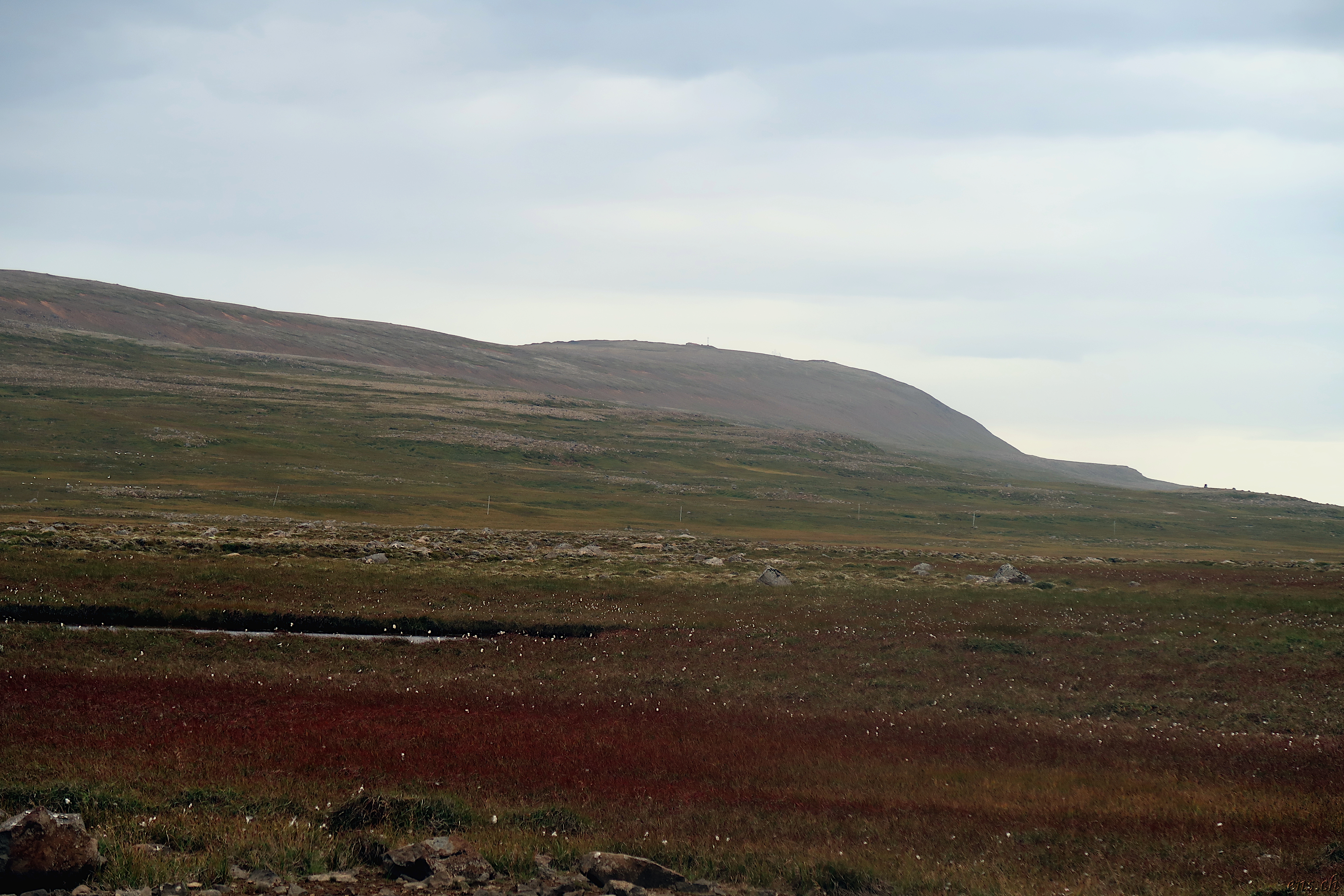
Heiðarfjall, Iceland

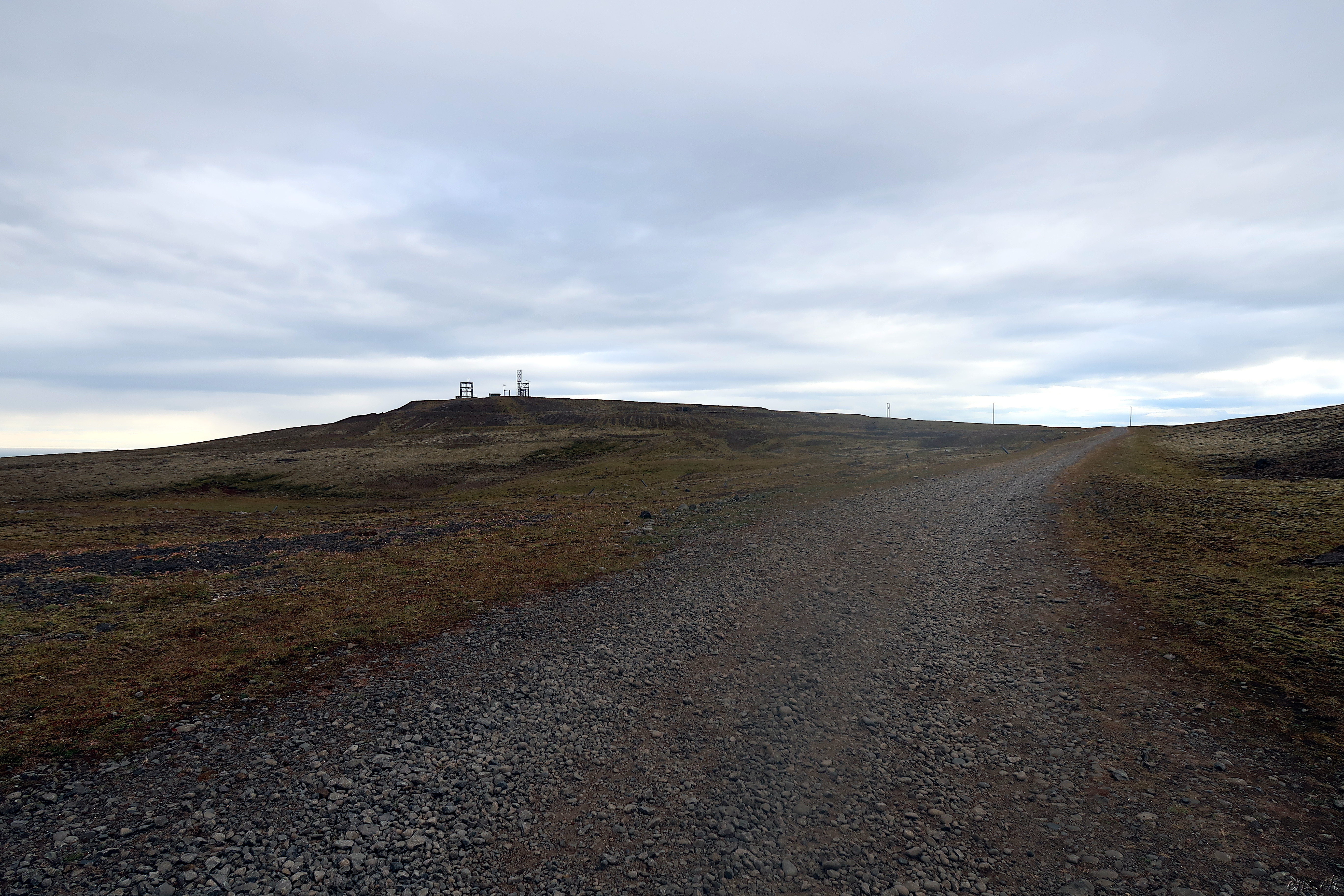
Heiðarfjall, Iceland

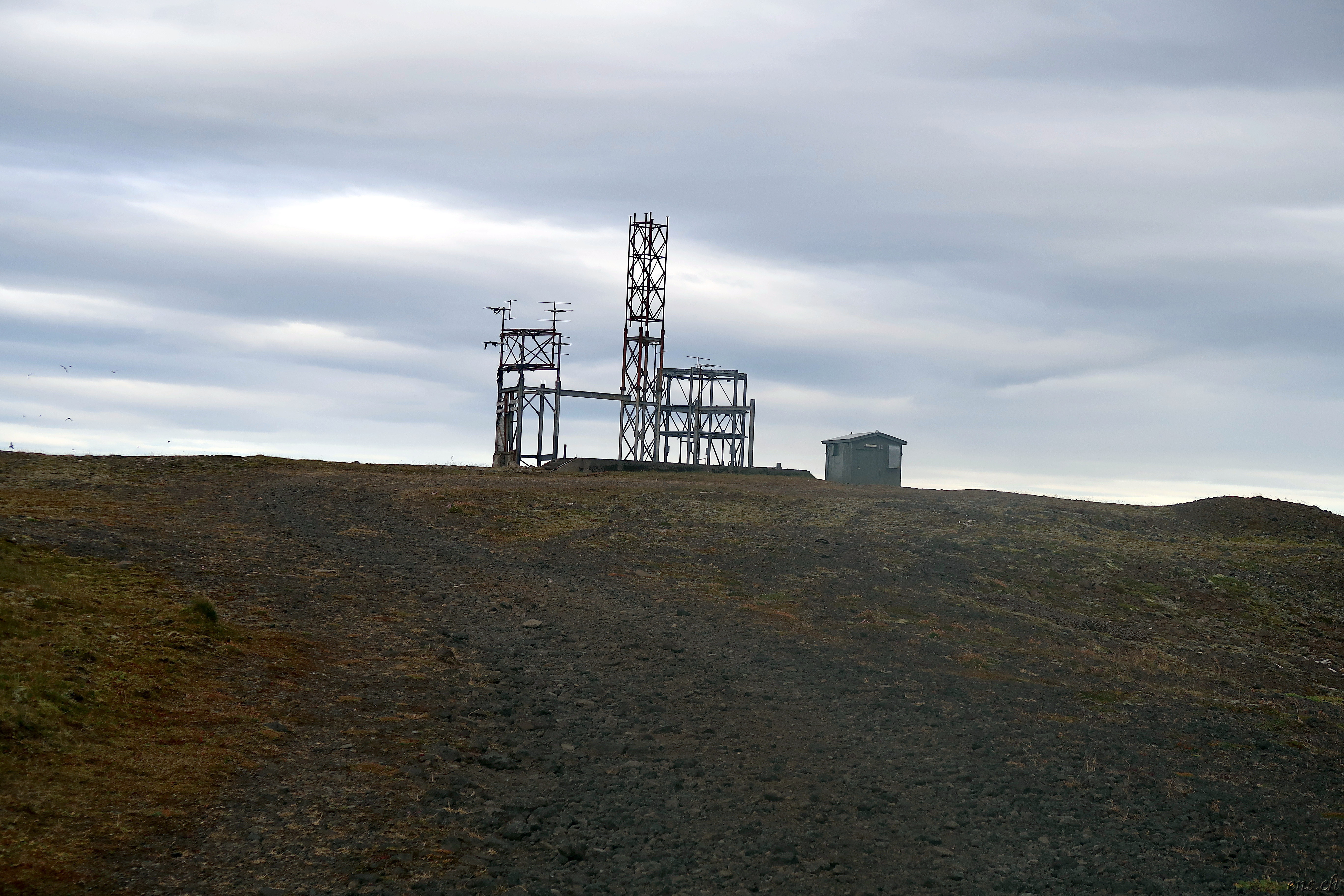
Heiðarfjall, Iceland